# مستعر كبلر الأعظم
المستعر الأعظم 1604 (المعروف اختصارًا باسم «م أ 1604») أو «مستعر كيبلر الأعظم» هي عبارة عن بقايا مستعر أعظم نتجت عن انفجار مستعر أعظم في عام 1604م حدث في مجرة درب التبانة وتحديداً في كوكبة الحواء. عند انفجاره أصبح ألمع من كل النجوم ما عدا الشمس ومن كل الكواكب ما عدا الزهرة وربما المشتري وذلك بسبب أن قدره الظاهري بلغ 2.5. وقد حدث على بُعد 20,000 سنة ضوئية تقريباً. أول من لاحظ انفجاره كان الفلكي يوهانس كيبلر في يوم 9 من شهر أيلول (أكتوبر) في عام 1604م وذلك من شمال إيطاليا. وقد سُمي بـ«مستعر كيبلر العظم» نسبة له.
كان هذا ثاني مستعر أعظم يلاحظ وهو في طور النشوء بعد مستعر تايكو العظيم (م أ 1572). لا توجد مستعرات عظيمة أخرى غير هذا اكتشفت وتم إثبات أنها في مجرتنا قطعياً في تاريخ العلم كله. بالرغم من أن العديد منها قد اكتشفت خارج مجرتنا. كان هذا المستعر من التصنيف الطيفي "Ia" حسب التصنيف الطيفي للمستعرات العظيمة. وهو من نوع «القوقعة».